# Pomologia

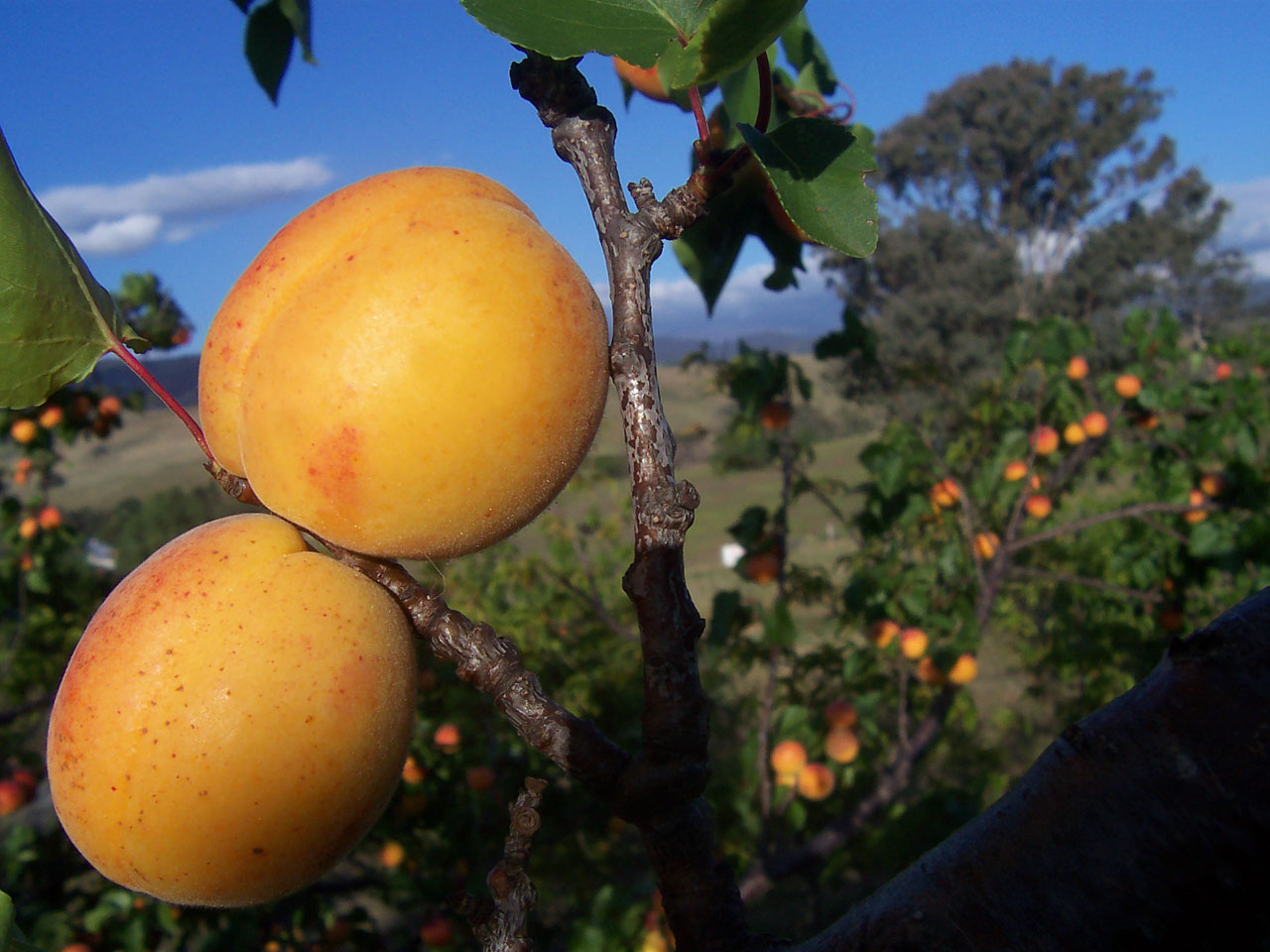
albicocco

La pomologia è la disciplina che classifica, distinguendo i tempi di maturazione, quindi il carattere precoce o tardivo, le dimensioni dei frutti, il colore dell'epidermide e della polpa, la resistenza della pianta alle avversità, le centinaia di varietà degli alberi da frutto: pere, mele, susine, pesche, ciliegie, fichi, arance, limoni e mandarini propagate, da almeno quattromila anni, attraverso l'innesto.

## Storia

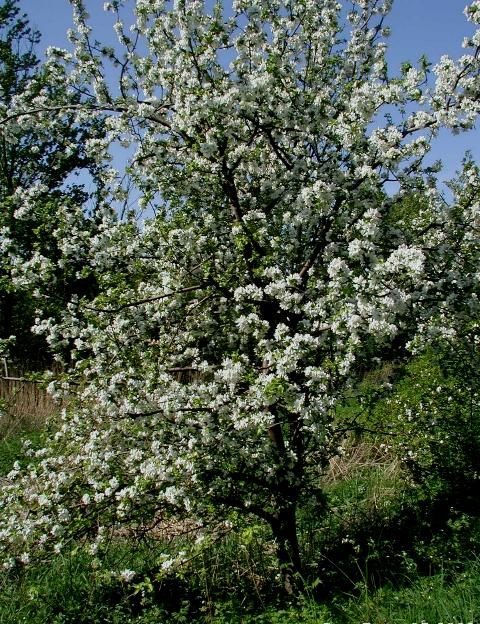
Melo, fioritura

La prima espressione dell'esistenza di una passione per la gamma più ricca di frutto ci è fornita dall'Odissea, quando, sbarcato a Itaca, per farsi riconoscere dal padre Ulisse gli ricorda le diverse varietà di frutta che gli aveva donato e che avevano costituito il suo orto di fanciullo: 13 varietà di pero, 10 di melo, 40 di fico, 50 di uva
Il latino Columella propone, a sua volta, un elenco di quasi 40 varietà di uva, di alcune delle quali illustra con precisione i caratteri biologici e organolettici.
Per l'Italia propone, nel Cinquecento, ricchi cataloghi pomologici Agostino Gallo, che elenca 12 varietà di pero, 11 di melo, 9 di susine, mentre la grande tradizione pomologica francese ha inizio con il capolavoro di Olivier de Serres, l'autore ugonotto che pubblica, l'anno 1600, il Theatre d'agriculture et mesnage des champs, una delle parti più ampie del quale è dedicato alla frutticoltura, con l'illustrazione di un ricco catalogo varietale.
Nel Seicento scrivono opere sulla frutticoltura, con brevi annotazioni pomologiche, il francese Jean Baptiste de la Quintinye, sovrintendente al giardino di Versailles, e l'inglese John Evelyn. L'età d'oro della pomologia si compie tra la metà del Settecento e quella del secolo successivo, quando vedono la luce tutti gli atlanti pomologici delle nazioni europee: Henri Duhamel du Monceau classifica i frutti dei giardini patrizi della Francia, Johann Mayer quelli della Germania centrale, Mathias Roessler quelli della Boemia, Johann Kraft quelli dell'Austria, George Brookshaw e William Hooker quelli dell'Inghilterra.

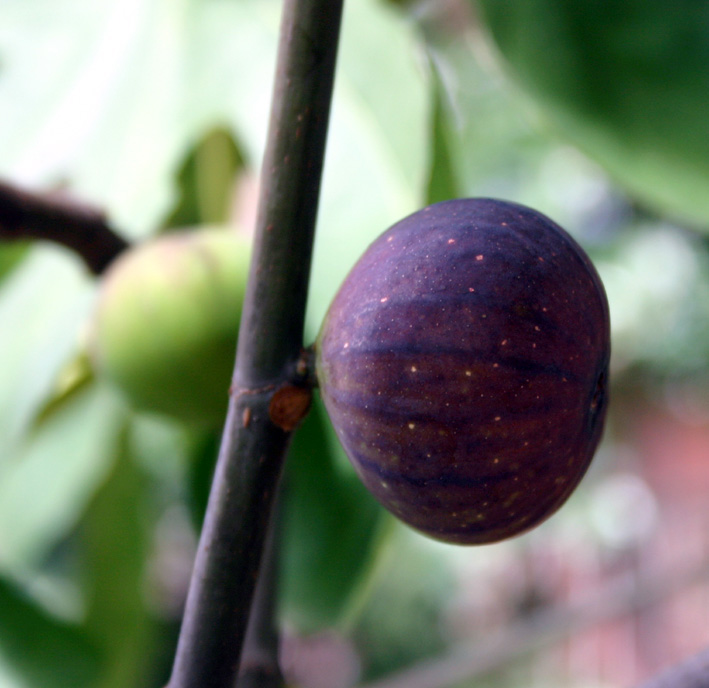
Fico - brogiotto nero

L'Italia partecipa nell'Ottocento alla pomologia con la sua opera iconografica maggiore, e ad oggi insuperata, la Pomona Italiana di Giorgio Gallesio.
Funzionario e diplomatico della Repubblica di Genova, Gallesio assiste alla presa di potere dei Savoia sulla Repubblica, decisa a tavolino; cerca di governare e mediare per il passaggio dei poteri, ma poi si ritira, amareggiato, a vita privata nei suoi possedimenti in Finale Ligure, curando solo interessi locali, e la sua passione della botanica.
Profondamente influenzato dai principi illuministici della Encyclopédie, e da un'ampia cultura generale, affronta con criteri moderni gli elementi scientifici; non avendo sostanziale preparazione negli studi italiani di botanica ufficiale, (ancora intrisa di immobilità prelinneane), ha una miracolosa assenza di preconcetti, che gli permette di costituirsi una cultura botanica di altissimo livello, e di creare un'opera scientificamente rigorosa, ma fuori dei canoni ufficiali, e facile da fruire.
Gallesio prepara nella sua terra, la Liguria, ma muovendosi in tutta Italia fino all'estremo sud, per documentarsi, un'opera di immagini (iconografica) e di descrizione unica, l'opera è stampata per i tipi di Niccolò Capurro in Pisa.
Per la preparazione delle incisioni dei disegni e per la loro coloritura si avvale di valenti e pregiati artisti italiani e stranieri.
L'intera opera si manterrà sempre in un perenne difficile bilancio economico, sostenuta spesso dalle risorse personali del Gallesio, l'opera si interromperà con la sua morte, senza che i pochissimi articoli mancanti, previsti, potessero essere completati.
L'impianto è modernissimo; l'opera è infatti preparata separata in fascicoli, in totale 41, che vengono inviati agli "associati" all'opera, a mano a mano che sono allestiti; ogni fascicolo riguarda un gruppo di articoli completi, ciascuno per una diversa varietà di fruttifero.
L'aspetto è lussuoso, in grande formato, e su carta della migliore qualità, i costi sono di conseguenza.
Ad ogni immagine di frutto, a piena pagina e singolarmente colorato a mano, segue una completa descrizione della varietà di fruttifero, delle sue esigenze di coltivazione e la distribuzione nel territorio. 
Sono particolarmente sviluppate le varietà di melo, pero, susino, pesco, ciliegio, fico; furono molto richieste dai suoi "associati", anche in collezioni separate, i fascicoli delle varietà di uve.
Date le caratteristiche degli associati, di certo interessati al lato estetico dell'opera ma non sempre interessati alla scienza, il Gallesio comunque fornisce, in allegato gratuito agli articoli, degli opuscoli, i "trattati", che però contengono la parte scientifica di parti rilevanti, in modo che anche queste parti abbiano pubblicazione.
L'opera è stampata in 176 copie, di cui circa 20 oggi sopravvissute, residenti nei maggiori musei europei.
L'opera ad immagini ed articoli, in veste assolutamente originale, è disponibile in rete in *Pomona Italiana.
L'opera, oltre che di immagini, costituisce il primo catalogo delle varietà di frutta italiane. 
Le tavole che la corredano, costituiscono la documentazione fedele del contenuti in fruttiferi degli orti e giardini italiani ad inizio Ottocento, qualcuna forse non più reperibile dopo l'affermazione della frutticoltura industriale, che ha semplificato il catalogo dei frutti offerti al pubblico.

La pomologia tradizionale si esprimeva anche con la realizzazione di modelli in cera o in cartapesta accuratamente dipinti. Una splendida collezione di modelli è conservata dalla Facoltà di Agraria di Milano, cui l'assicurò Girolamo Molon, professore all'alba del Novecento, il maggiore pomologo italiano dell'epoca, un'altra fa parte del museo personale raccolto dal marchese Cosimo Ridolfi, il grande agronomo ottocentesco, nella propria fattoria di Meleto, di pertinenza, fino ad anni recenti, dei nuovi proprietari dell'azienda, i conti Gelli.

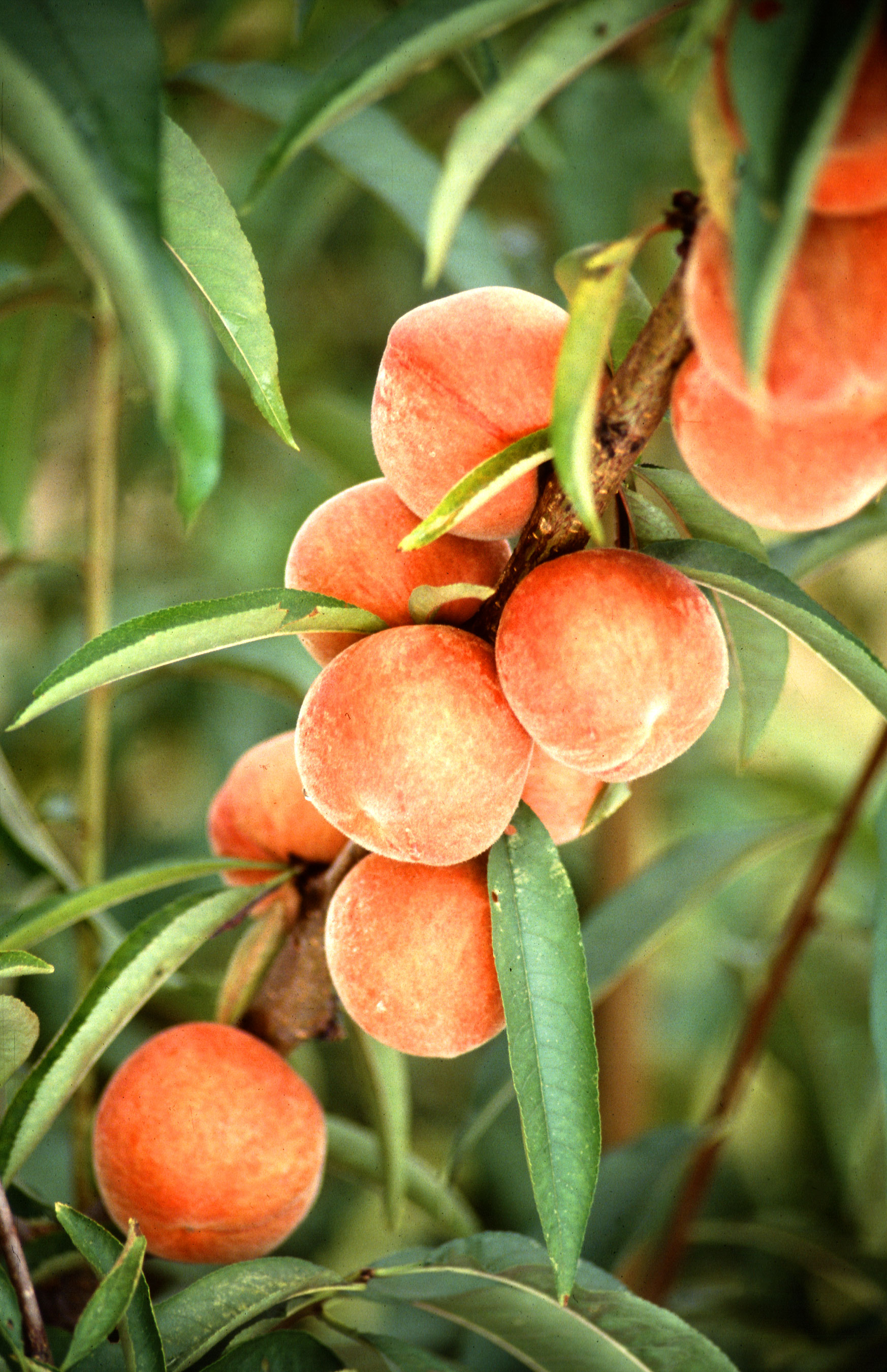
Pesco

All'alba del Novecento, un grande pomologo, Girolamo Molon, convintosi, dalla lettura delle prime notizie sulla frutticoltura della California, che la nuova attività frutticola sulla costa pacifica avrebbe schiacciato la frutticoltura italiana, allora fonte di esportazioni felici, indusse Francesco Saverio Nitti, un uomo politico di grande sensibilità per i problemi economici, a incaricarlo di una lunga missione esplorativa attraverso la frutticoltura americana. 
Lo studioso italiano fu, quindi, il primo pomologo europeo a tracciare il quadro esaustivo dei progressi che la costituzione di nuove varietà di frutta stava realizzando negli Stati Uniti, che in breve avrebbero opposto al catalogo delle varietà selezionate in Europa, in quattromila anni, un catalogo di frutti che, unendo bellezza e qualità gustative (ma anche una maggior necessità di trattamenti industriali), avrebbe conquistato i mercati del mondo: ricordiamo le mele Stark Delicious e Golden Delicious, le pesche Springtime e Hale e, la susina Stanley, l'arancio Washington Navel,

## Note

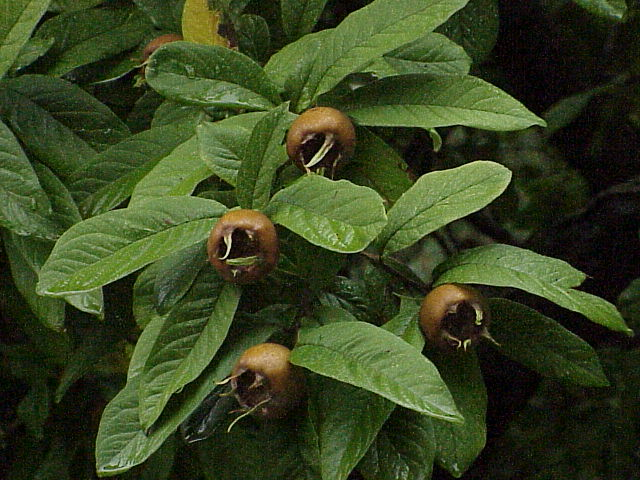
nespolo comune